# Gustav Budjuhn

Gustav Budjuhn

Gustav Budjuhn (* 7. November 1869 in Preußisch Holland, Provinz Ostpreußen; † 19. Juni 1939 in Berlin-Schöneberg) war ein deutscher Politiker (DNVP).

## Leben und Wirken
Nach dem Schulbesuch studierte Budjuhn Volkswirtschaft an der Universität Erlangen und schloss sein Studium mit der Dissertation ab. Danach war er im Justizdienst tätig. Von Januar 1901 bis 1920 war er Syndikus der Handwerkskammer für den Regierungsbezirk Bromberg. In Bromberg wurde er auch Stadtverordneter. Hinzu kamen Posten als Direktor eines ostdeutschen Genossenschaftsverbandes und als erster Vorsitzender des Ostdeutschen Handwerks- und Gewerbevereinsbundes. Budjuhn gründete außerdem den Verband deutscher Handwerker in Polen und war Schriftleiter der Bromberger Handwerkerzeitung. Im Ersten Weltkrieg wurde Budjuhn mit dem Eisernen Kreuz 2. Klasse am schwarzen Bande und dem Verdienstkreuz für Kriegshilfe ausgezeichnet.
Vom 17. April bis zum 1. August 1920 war er Syndikus der neuerrichteten Handwerkskammer in der Grenzmark Posen-Westpreußen in Schneidemühl und vom 1. August 1920 bis zum 1. April 1922 Syndikus beim Handwerk- und Gewerbekammertag in Hannover. 
Nach dem Ersten Weltkrieg widmete sich Budhuhn verstärkt der Politik. Für die Deutschnationale Volkspartei (DNVP) gehörte Budjuhn von 1919 bis 1921 der verfassungsgebenden Preußischen Landesversammlung an. Von 1921 bis 1928 war Budjuhn Mitglied des Reichstages in Berlin, in dem er den Wahlkreis 4 (Potsdam I) vertrat.

## Schriften
- Artzney Buchlein. Wider Allerlei Kranckheyten und Gebrechen der Zeen ..., 1921.
- Mittelstandsfragen. Vortrag im Politischen Lehrgang der Deutschnationalen Volkspartei 1921.
- Gewerbliche Mittelstandspolitik in der Preußischen Landesverwaltung, 1921.
- Der Mittelstand, 1924.
- Die Zene Arznei. 1530. Faksimiledruck mit einer Quellenkritischen Untersuchung über die..., 1921.
- Deutschnationale Steuerpolitik und Mittelstand, 1926.
- Ist die Reichspartei (Wirtschaftspartei) des Deutschen Mittelstandes Notwendig?, 1926.
- Politik und Wirtschaft. Eine Mittelstandsrede auch für Wahlversammlung, 1927.